# Spraggarboda
Spraggarboda är en bebyggelse vid kusten sydost om Norrtälje i Frötuna socken i Norrtälje kommun. Från 2015 avgränsar SCB här en småort.